# The Changeling (1980)
The Changeling (br: Intermediário do Diabo / A Troca — pt: O Intermediário do Diabo) é um filme de terror de 1980 dirigido por Peter Medak, estrelando George C. Scott e Trish Van Devere (esposa de verdade de Scott). A história se baseia nos eventos que o escritor do filme Russell Hunter presenciou, enquanto vivia na Mansão Henry Treat Rogers de Denver, CO.

## Sinopse
Scott é o Dr. John Russell, um professor de música que vive em Nova Iorque, e tem sua vida repentinamente mudada quando um trágico acidente tira a vida de sua esposa e filha durante um passeio de férias em nova Iorque. Russel decide mudar-se para Washington para ter um novo recomeço e aluga uma grande e antiga mansão. Não leva muito tempo para que o Dr. Russell comece a perceber que há algo estranho nessa casa. Uma inesperada companhia ronda a velha mansão. Ele começa a ouvir sons de janelas e portas, que se abrem e fecham. Intrigado, Russell decide investigar o passado da mansão e descobre que um assassinato ocorreu naquele lugar. A vítima, uma criança. Um mistério que está relacionado a um poderoso senador norte-americano.

## Produção
Embora se baseie nos Estados Unidos, The Changeling foi produzido completamente por uma empresa canadense e filmado quase completamente no Canadá. A casa do filme foi demolida logo após as filmagens. As cenas do meio do filme foram filmadas na Universidade de Toronto e na Sociedade Histórica de Flatiron moldada como se fosse o Hotel Europa em Vancouver.

## Prêmios e reconhecimento
The Changeling ganhou o primeiro Prêmio Genie para Melhor Fotografia de um filme canadense. Junto com este prêmio, o filme também ganhou:
- Melhor Ator Estrangeiro - George C. Scott[2]
- Melhor Atriz Estrangeira - Trish Van Devere[2]
- Melhor Roteiro Adaptado - William Gray e Diana Maddox[2]
- Melhor Design de Arte - Trevor Williams[2]
- Melhor Cinematografia - John Coquillon[2]
- Melhor Som - Joe Grimaldi, Austin Grimaldi, Doni Pigat e Karl Scherer[2]
- Melhor Edição de Som - Patrick Drummond, Dennis Drummond e Robert Grieve[2]

Este filme foi o número #54 na lista da Bravo dos "100 Momentos Mais Assustadores".

## Conexões com outros filmes
- O diretor italiano Lamberto Bava fez uma sequência não-oficial chamada The Changeling 2 em 1987.
- O nome da casa do filme (Mr. Tuttle) é o mesmo do filme The Others de 2001.
- Mestre Shake menciona The Changeling no episódio de Aqua Teen Hunger Force, "The Cloning".

## Trilha sonora
A trilha sonora de The Changeling foi lançada pela Percepto Records em CD em 21 de Dezembro de 2001, como uma versão limitada de 1000 cópias. No site da Precepto Records, o CD se encontra fora de estoque.
| 1. Main Title 2. The First Look 3. First Chill 4. Music Box Theme for Piano 5. Country Ride 6. Bathtub Reflections 7. Secret Door 8. The Attic 9. Music Box Theme 10. The Ball 11. The Seance 12. The Killing 13. Carmichael Reflects/On the Floor 14. Face on the Bedroom Floor 15. Chain Reaction 16. The Doors 17. Mirror, Mirror on the Wall 18. The Attic Calls Clair 19. Resolution 20. End Title 21. The Seance (versão alternativa) 22. Carmichael's Demise (faixa bônus) 23. Piano Solos (faixa bônus) 24. Alternate End Title |